# Socorro megye
Socorro megye az Amerikai Egyesült Államokban, azon belül Új-Mexikó államban található. Megyeszékhelye és legnagyobb városa Socorro. Lakosainak száma 16 595 fő (2020. április 1.). Socorro megye Cibola, Valencia, Torrance, Lincoln, Sierra és Catron megyékkel határos.

## Népesség
A megye népességének változása:
| Lakosok száma | 17 837 | 17 861 | 17 571 | 17 584 | 17 256 | 16 595 |
|               | 2010   | 2011   | 2012   | 2013   | 2015   | 2020   |